# Liste der Kulturgüter in Aeschi SO
Die Liste der Kulturgüter in Aeschi enthält alle Objekte in der Gemeinde Aeschi im Kanton Solothurn, die gemäss der Haager Konvention zum Schutz von Kulturgut bei bewaffneten Konflikten, dem Bundesgesetz vom 20. Juni 2014 über den Schutz der Kulturgüter bei bewaffneten Konflikten sowie der Verordnung vom 29. Oktober 2014 über den Schutz der Kulturgüter bei bewaffneten Konflikten unter Schutz stehen.
Objekte der Kategorien A und B sind vollständig in der Liste enthalten, Objekte der Kategorie C fehlen zurzeit (Stand: 1. Januar 2023).

## Kulturgüter
| Foto |                                                                                       | Objekt                                                       | Kat. | Typ | Standort                                | Beschreibung |
| ---- | ------------------------------------------------------------------------------------- | ------------------------------------------------------------ | ---- | --- | --------------------------------------- | ------------ |
| ja   | Datei hochladen · Wikidata zu Burgäschisee (prähistorische Seeufersiedlung) (Q689876) | Burgäschisee (prähistorische Seeufersiedlung) KGS-Nr.: 04486 | A    | F   | 617700 / 224250                         |              |
| ja   | Datei hochladen · Wikidata zu Katholische Kirche St. Anna (Q13520849)                 | Katholische Kirche St. Anna KGS-Nr.: 04487                   | B    | G   | Luzernstrasse 11 616846 / 225642        |              |
| ja   | Datei hochladen · Wikidata zu Kapelle St. Maria (Q13520667)                           | Kapelle St. Maria KGS-Nr.: 11238                             | B    | G   | Steinhof, Kirchgasse 11 618781 / 223310 |              |